# جیمی مکلارن
جیمی مکلارن (انگلیسی: Jamie Maclaren؛ زادهٔ ۲۹ ژوئیهٔ ۱۹۹۳) بازیکن فوتبال اهل استرالیا است.
از باشگاه‌هایی که در آن بازی کرده است می‌توان به باشگاه فوتبال پرث گلوری، باشگاه فوتبال بریزبن رور، باشگاه فوتبال دارمشتات ۹۸ و باشگاه فوتبال هیبرنین اشاره کرد.